# 알락해오라기속
알락해오라기속(Botaurus)은 백로과에 속하는 한 속이다. 알락해오라기 등이 속해 있다.

## 하위 종
- American Bittern Botaurus lentiginosus
- 알락해오라기 (Botaurus stellaris)
- Pinnated bittern or South American bittern Botaurus pinnatus
- Australasian bittern Botaurus poiciloptilus